# 天主教基布多教區
天主教基布多教區（拉丁語：Dioecesis Quibduana）是哥倫比亞一個羅馬天主教教區，屬聖菲德安蒂奧基亞總教區。
教區的前身是一個宗座代牧區，成立於1952年11月14日，1990年4月30日升為教區。
教區包括安蒂奧基亞省西南部和喬科省中部。2010年有教友185,220人（佔轄區總人口93.8%）、廿二個堂區、四十九名司鐸。現任教區主教為胡安·卡洛斯·巴萊托·巴萊托。